# Tamerlan Thorell
Tord Tamerlan Teodor Thorell (Göteborg, 3 maggio 1830 – Helsingborg, 22 dicembre 1901) è stato un aracnologo svedese.

## Biografia
Thorell ha studiato al Museo civico di storia naturale di Genova assieme a Giacomo Doria.
Durante la sua carriera di aracnologo tra il 1850 ed il 1900 ha descritto più di 1000 specie di ragni.
Le sue due opere principali sono:
- On European Spiders (1869)
- Synonym of European Spiders (1870-73)

## Opere
- (LA) Tamerlan Thorell, Diagnoses aranearum Europaearum aliquot novarum, 1875.